# 이시자와 노리아키
이시자와 노리아키(일본어: 石澤 典明, 1985년 5월 25일 ~ )는 일본의 전 축구 선수이다.

## 구단 경력
과거 비셀 고베에서 활동하였다.